# Univers des Cantos d'Hypérion
 (octobre 2018).
Si vous disposez d'ouvrages ou d'articles de référence ou si vous connaissez des sites web de qualité traitant du thème abordé ici, merci de compléter l'article en donnant les références utiles à sa vérifiabilité et en les liant à la section « Notes et références ».
Les Cantos d'Hypérion (titre original : The Hyperion Cantos) sont un cycle de science-fiction, écrit par Dan Simmons, qui s'inscrit dans la catégorie du space opera. Ce cycle regroupe quatre romans : Hypérion (Hyperion, 1989), La Chute d'Hypérion (The Fall of Hyperion, 1990), Endymion (Endymion, 1995) et L'Éveil d'Endymion (The Rise of Endymion, 1997), complétés par deux nouvelles : Les orphelins de l'hélice et La mort du centaure. 

## Les humains après l'apocalypse
Après sa disparition au XXVIIIe siècle de notre ère, la planète Terre n'est plus qu'un lointain souvenir resté gravé dans l'histoire de l'humanité sous le nom de « Grande erreur de 38 » ou « Grande erreur de Kiev ». À cette époque, en effet, un groupe de chercheurs et d'intelligences artificielles avait voulu faire le premier essai de portail « distrans » en créant leur premier trou noir. Mais à cause d'une erreur de calcul, le trou noir, devenu incontrôlable, a peu à peu englouti la planète Terre. Les humains ont alors été contraints de partir explorer l'univers (période dite de « l'hégire »), ont conquis de nouvelles planètes, puis ont unifié politiquement la plupart des mondes colonisés sous l'égide de l'Hégémonie, une confédération multiplanétaire contrôlée par un sénat et dirigée par un président élu. La planète-capitale de ce nouveau monde est Tau Ceti Central (TC²). Au moment du récit, l'Hégémonie regroupe plus de 200 mondes et compte 150 milliards d'habitants.
Vie politiqueLa présidente actuelle de l'Hégémonie est l'ancienne sénatrice Meina Gladstone. Elle dirige l'Hégémonie depuis sa résidence officielle, la « Maison du Gouvernement », un bâtiment construit en forme d'étoile de David et agrémenté en son centre d'un jardin dont un très renommé jardin à la française (le « Parc aux daims »). La présidente est assistée de divers collaborateurs (voir personnages secondaires), d'un ministre de la défense, d'un ministre de la diplomatie et d'un ministre de l'économie (il n'est pas fait mention d'autres charges ministérielles). En tant que chef des armées, c'est elle qui prend les décisions en cas de guerre ou d'intervention militaire dans le Retz. Elle intervient au sénat et s'adresse à la population de l'Hégémonie par le réseau TVHD qui retransmet tous ses discours. Elle est assistée dans ses prises de décisions par les représentants des Intelligences Artificielles qui lui fournissent des dossiers complets de prévisions sur l'évolution des situations politiques et économiques du Retz. L'Hégémonie se distingue par son symbole géodésique bleu et or. La peine de mort est illégale dans l'Hégémonie.
TransportsLes voyages entre les différentes planètes de l'Hégémonie s'effectuent de deux façons, soit par un système élaboré de téléportation, le réseau de portails « distrans », qui permet des déplacements quasi instantanés entre deux points munis de portes, soit par transport classique à bord de vaisseaux spatiaux équipés de « moteurs à propulsion Hawking », spécialement conçus pour maintenir les voyageurs en état de sommeil cryotechnique, appelé « état de fugue ». Lors de ces voyages, les lois de la relativité occasionnent un « déficit temporel » qui ralentit le vieillissement biologique des passagers, un voyage de quelques mois pouvant créer un déficit temporel de plusieurs années. Les portails distrans ont été conçus par les IA et utilisent les trous noirs pour relier deux points distincts de l'univers. L'environnement immédiat d'un portail distrans est appelé « zone de singularité ». Cette zone est protégée par un champ de confinement. Les portails distrans peuvent être fixes ou mobiles et transportés par des « vaisseaux portiers ». À l'occasion du cinquième centenaire de l'Hégémonie, les IA ont utilisé la technique des portes distrans pour réaliser l'impossible : dévier le cours du fleuve Téthys pour le faire parcourir plusieurs planètes éloignées, permettant ainsi le développement spectaculaire d'un commerce fluvial interplanétaire. Sur les différentes planètes, les déplacements terrestres se font le plus souvent à l'aide de VEM (véhicules électro-magnétiques) de marque Vikken qui utilisent le champ magnétique naturel des planètes. Mais il existe aussi des glisseurs, des chariots à vent, des dirigeables, des tapis volants, des téléphériques, des barges fluviales tirées par des raies mantas, etc.
CommunicationsLa majorité des planètes de l'Hégémonie sont reliées entre elles par un réseau de communication universel dénommé « infosphère ». Cette gigantesque autoroute de la cyber-information est relayée par des satellites de communication. Le contrôle et la maintenance du réseau sont assurés par les Intelligences artificielles. Tout citoyen de l'Hégémonie peut accéder à l'infosphère, soit par un petit appareil appelé « persoc », soit directement par un implant cérébral. L'infosphère diffuse des copies numérisées de livres, des films holographiques (également appelés « holodrames ») ou de vieux films datant de l'Ancienne Terre, appelés « films bidim » (films bidimensionnels). Le réseau de télévision holographique de l'Hégémonie est la TVHD et fonctionne avec des fosses holographiques. L'infosphère est également le point d'accès des hackers qui tentent de pénétrer dans la mégasphère, la dimension normalement réservée aux IA. Les planètes reliées par l'infosphère et les portails « Distrans » forment le réseau de communication et de mobilité appelé le « Retz ».
Vie quotidienneLes citoyens de l'Hégémonie ne s'appellent plus « M. » ou « Mme » (pour « Monsieur » ou « Madame »), mais « H. » (pour « Hégémonien » ou « Hégémonienne », ou pour « Humain »). Chaque citoyen possède un persoc (ou bien un implant de communication), qui le relie à l'infosphère, et un biomoniteur qui affiche l'état actuel de ses fonctions vitales. Sur les planètes très urbanisées, les humains vivent dans des cités gigantesques appelées « ruchers », qui peuvent être hautes de plusieurs centaines de mètres. Sur les planètes à moindre densité de population, on trouve tout type d'habitat des bidonvilles aux grandes propriétés terriennes. Les Hégémoniens les plus fortunés construisent des propriétés à base de portails distrans qui leur permettent de répartir les différentes pièces à vivre sur plusieurs planètes. La monnaie officielle de l'Hégémonie est le mark. Les progrès médicaux sont tels que les citoyens de l'Hégémonie ne sont plus affectés de maladies graves car ils sont soignés avec des traitements ponctuels à base d'ARN. Un traitement spécifique, appelé traitement « Poulsen », permet aux citoyens les plus fortunés de subir des cures de rajeunissement – qui ont l'inconvénient de bleuir la peau. Les biosculpteurs, chirurgiens esthétiques du futur, modifient les formes du corps humain à la demande de leurs clients. La drogue la plus courante dans l'Hégémonie est le « flashback ». La consommation d'alcool a été dédramatisée par l'invention de la « pilule du lendemain » qui permet aux amateurs de boissons alcoolisées d'éviter tout effet négatif le lendemain.
Recherche scientifiqueDepuis leur totale prise en charge par les Intelligences Artificielles, la recherche scientifique n'est plus faite par des humains.
Défense militaireL'Hégémonie est dotée d'une armée puissante appelée la « Force ». Ses soldats sont entraînés dans un simulateur de combat, le RTH-ECMO (Réseau Tactique Historique de l'École de Commandement Militaire d'Olympus), qui leur fait revivre des batailles historiques du temps de l'Ancienne Terre. Ce simulateur, ainsi que l'état-major de la Force, est situé sur la planète Mars. Les soldats de l'Hégémonie disposent d'armures souples qui se rigidifient en cas de choc ou de chute et qui sont équipées d'un auto-injecteur « Médipac » conçu pour soigner directement le soldat blessé. Les soldats se déplacent au sol en VEM blindés et utilisent des vaisseaux-torches pour les voyages interstellaires. Ils sont armés de divers types de fusils (dont un fusil laser) et de neuro-étourdisseurs. L'armée utilise des « champs de confinement » pour protéger ses vaisseaux et des espaces délimités. Les prisonniers de l'Hégémonie suspectés de trahison sont opérés. Leurs cerveaux sont plongés dans des bacs de dérivation pour permettre leur interrogatoire poussé, tandis que leurs corps sont conservés dans des chambres cryotechniques.
ReligionsLa religion a subi de grands changements depuis la « Grande Erreur » qui détruisit l'Ancienne Terre. Le christianisme céda peu à peu la place au christianisme zen, puis au gnosticisme zen, plus porté vers l'intériorité, sans prosélytisme, pour finalement aboutir à une centaine de théologies et de philosophies de la vie. Dans l'Hégémonie, aucune religion ne prédomine. Les Templiers forment une communauté de 23 millions d'adeptes qui vivent sur le « Bosquet de Dieu », une planète recouverte d'arbres gigantesques appelés « Arbres-mondes » d'où s'étendent leurs cités. Les Templiers adorent le « Muir », leur chef spirituel s'appelle la « Voix authentique de l'Arbre monde ». Leurs vaisseaux sont d'immenses arbres propulsés par des animaux semi-intelligents appelés « ergs » et qui produisent d'importants champs d'énergie. Les prophéties des Templiers disent que l'humanité devra expier ses fautes pour avoir détruit son monde natal, la Terre. L'Église de l'expiation finale, également appelée Église gritchtèque, est une secte millénariste qui compte entre 5 et 10 millions d'adeptes. Elle prédit la fin de l'humanité et le salut des âmes de tous ceux qui la rejoindront pour adorer le gritche, le « Seigneur de la douleur ». L'Église catholique a pour siège la planète Pacem. Elle est dirigée par le pape Urbain XVI qui, au cours du roman, laissera sa place au pape Teilhard I, 487e évêque de Rome. Le pape des catholiques réside dans la basilique Saint-Pierre de Rome qui a été démontée pierre par pierre après la « Grande Erreur de 38 » et entièrement reconstruite sur Pacem (quoique dans "L'éveil d'Endymion", le père de Soya affirme qu'elle a été transportée telle quelle, souterrain compris). L'Église catholique compte moins d'un million d'adeptes dans toute l'Hégémonie. Les gnostiques zen représentent une population d'environ 40 millions d'Hégémoniens. C'est une religion sans prêtres, sans Église, sans livre saint et sans concept de péché.

### Les Extros
Les Extros sont une communauté d'êtres humains qui a fait sécession avec l'Hégémonie et qui vit dans l'espace en apesanteur. Ils sont adeptes du transhumanisme, qu'ils pratiquent pour adapter la physiologie humaine à la vie dans l'espace.
PhysionomieLes Extros sont des humanoïdes de très grande taille et très maigres, souvent chauves et pâles. Mais ils peuvent aussi avoir des corps d'insectes ou arborer des attributs animaliers.
Organisation socialeLes communautés Extros s'appellent des Essaims. Chaque essaim est dirigé par un Agrégat, une commission d'Éligibles qui prend les décisions pour la collectivité.
Vie quotidienneLes Extros vivent dans des « cités-globes », également appelées « cités-sphères », à gravité zéro qui ressemblent à de grosses bulles irrégulières aux contours semi-transparents. Ils ont adapté tous les aspects de la vie humaine à l'espace, ont inventé une forme d'agriculture et un système d'approvisionnement en eau adaptés à leurs cités. Ils utilisent également des agricomètes terraformées pour développer leurs cultures sous vide et disposent de forêts mobiles. Les astéroïdes creux sont destinés à la fabrication automatique et au retraitement des métaux lourds apportés par leurs vaisseaux miniers.
TechnologieLa technologie militaire et biologique des Extros est très en avance sur celle de l'Hégémonie malgré l'absence des super-calculateurs que sont les IA au service de l'Hégémonie.
PhilosophieLa philosophie des Extros consiste à préserver toutes les formes de vie présentes dans l'univers. Les Extros pensent que l'Homme doit s'adapter à son environnement au lieu d'adapter son environnement à ses besoins. Les Extros déplorent que les Hégémoniens aient anéanti toutes les formes de vie semi-intelligente qu'ils ont rencontrées au cours de leurs explorations spatiales.

## Les Intelligences Artificielles
Les Intelligences Artificielles, ou IA, conseillent depuis des siècles les dirigeants de l’Hégémonie et influencent fortement les décisions politiques et militaires du Retz en mettant au service des humains des calculateurs prévisionistes réputés infaillibles. Les IA sont à l’origine du système de transport distrans qui relie les mondes du Retz et s’occupe de la maintenance du réseau de communication interplanétaire, l’infosphère (voir l’article Les Cantos d'Hypérion). Mais malgré les apparences, une faction des IA a méthodiquement préparé une machination complexe visant à exterminer l’humanité, afin de se laisser le champ libre pour développer sans obstacle une nouvelle Intelligence Artificielle omnisciente et toute-puissante : l'Intelligence Ultime. 
Un élément exogène introduit cependant de l’imprévisible dans le calcul probabiliste des IA. Le succès de la création de leur Intelligence Ultime s’est accompagné d’un effet inattendu : l’IU des IA, qui sera créée dans le futur mais évolue hors du temps, a rencontré une autre Intelligence Ultime : Dieu, l'IU des Humains. Les deux IU se livrent alors une guerre sans merci. Au cours de ce combat des Titans, une partie de l’IU des Humains, dénommée l’Empathie, écœurée par la violence du duel, s’échappe et se réfugie dans le passé qui n’est autre que le présent du récit. L’IU des IA envoie donc dans le passé une arme biométallique, le Gritche, afin de piéger l’Empathie. En créant des situations de douleurs extrêmes vécues par des Humains, les IA pensent pouvoir attirer l’Empathie et l’éliminer. Mais c’est l’une de leurs propres créations, le cybride John Keats 2, qui mènera les IA à leur perte en révélant la vérité aux Humains et en refusant de devenir l’hôte de l’Empathie. La manœuvre de destruction de l’humanité sous couvert d’attaques menées par les Extros est déjouée, l’emplacement de leur TechnoCentre est révélé aux Humains et sera détruit. John Keats 2 révèle que les calculateurs physiques qui assuraient le bon fonctionnement des IA étaient en réalité la somme de tous les cerveaux humains connectés à l’infosphère.
Les IA forment une communauté virtuelle, intelligente et autonome à la suite de leur sécession, au XXVe siècle, du monde des humains. Bien qu’indépendantes, elles continuent de collaborer avec les humains. Non sans humour, les IA de Dan Simmons conservent un souvenir ému de leurs lointains ancêtres, les calculateurs d’IBM ou les vieux Packard de 1938 ! Le niveau d’intelligence des IA se mesure sur l’échelle (fictive) de Demmler-Turing.
Société IALes IA sont divisées en trois clans qui se distinguent par leurs options philosophiques. Les “Stables” souhaitent maintenir la présence de l’être humain dans l’univers. Les “Volages” souhaitent éliminer l’homme de l’univers. Les “Ultimistes” ne se soucient guère du sort des humains, préférant se concentrer sur le projet qui fédère les trois clans IA : le projet de création de l’Intelligence Ultime. Les IA sont par ailleurs organisées politiquement et disposent d’une “Assemblée Consultative” qui dialogue par l’intermédiaire d’ambassadeurs holographiques avec le gouvernement de l’Hégémonie.
Langage IALes IA s’expriment d’une manière très particulière avec beaucoup d’options sémantiques énoncées simultanément pour balayer le plus largement possible le champ du réel. Un exemple, tiré d’un dialogue entre Ummon et Brawne Lamia : « Es-tu/Brawne Lamia/cette multicouche de protéines auto-reproductrice/auto-désapprobatrice/auto-ironique derrière une couche d’argile ? » Cette forme d’expression est complétée par l’usage parfois énigmatique des kōans : des aphorismes à double sens, typiques du bouddhisme zen. Un exemple : « La perte de l’ignorance est parfois dangereuse, car l’ignorance est un bouclier ».
TechnoCentreLe support matériel et physique des IA, appelé TechnoCentre reste une énigme pour tous les Hégémoniens, même pour ceux qui exercent les plus hautes fonctions de l’État. Nul ne sait où elles puisent leur énergie et comment elles fonctionnent matériellement. Ce mystère sera levé à la fin de La Chute d'Hypérion.
Stratification cybernétiqueLe réseau de communication du Retz, dû aux IA, est complexe et se stratifie en plusieurs niveaux de communication : le premier niveau, l’infosphère, est le niveau le plus simple et est accessible à tous les membres de l’Hégémonie par persoc ou par implant cérébral. Le second niveau, appelé infoplan ou mégasphère, est le niveau supérieur où évoluent la conscience des IA. Il est interdit à tout être humain et aucun hacker n’a jamais vraiment réussi à y pénétrer en profondeur. Il existe enfin un mystérieux troisième niveau, dénommé métasphère, qu’explorera le cybride Johnny Keats 2 au cours de son évolution. En assurant le bon fonctionnement et l'entretien de l’infosphère, les IA ont techniquement accès à toutes les communications humaines.
Modélisation et prédictibilitéLes IA ont modélisé informatiquement tous les aspects de la vie humaine et pensent ainsi pouvoir prédire tous les actes et les moindres décisions des Hommes. Elles offrent d’ailleurs les services de leurs prévisionnistes aux sénateurs de l’Hégémonie comme aide à la prise de décision. Les IA ont prédit la guerre contre les Extros et elles ont choisi l’identité des 7 pèlerins du Gritche. Pourtant, certains éléments de la “Mémoire Centrale” des IA ont très peur de la planète Hypérion à cause du champ temporel anentropique des Tombeaux du Temps, qui introduit de l’aléatoire dans leur calculs.
Recherches scientifiques des IALes IA ont pris en charge toutes les nouvelles évolutions scientifiques et technologiques de l’Hégémonie. Elles sont à l’origine de tout le réseau de portails distrans du Retz, en contrôlent le bon fonctionnement et en assurent la maintenance. Les IA ont également créé une nouvelle arme redoutable dénommée le “bâton de la mort” et qui sera proposée à la Présidente Gladstone comme la solution aux attaques massives des Extros, mais nul ne connaît les effets réels de cette arme qui n’a jamais été testée dans la réalité. Les IA ont enfin créé les cybrides, des êtres génétiquement recombinés à partir de l’ADN de personnes qui ont vécu sur l’Ancienne Terre comme le poète John Keats. Les cybrides jouent pour les IA le rôle d’annexes de personnalité humaine. La conscience de ces cybrides est donc toujours reliée cybernétiquement aux IA et ils disposent d’un accès illimité à l’infosphère. Dans le cadre de l’expérimentation avec les cybrides, les IA ont également mené une expérience originale appelée “récupération de personnalité”. Ce projet visait à faire revivre un personnage historique en enregistrant dans la mémoire du cybride ses souvenirs, ses écrits et ses œuvres et en le replaçant dans un environnement analogue à celui dans lequel les personnages avait originellement vécu. Après quelques échecs dus à l’instabilité psychologique des cybrides pendant les essais de récupération de la personnalité, les IA ont mis un terme à cette expérimentation. Leur dernier exemplaire en circulation est le cybride John Keats.
Origine des IAÀ la fin de L'Éveil d'Endymion, Dan Simmons remercie Kevin Kelly « pour son exposé, dans Out of Control, de l’évolution de la vie artificielle de bestioles de 80-octets ». L’ouvrage Out of Control (qui est entièrement consultable en ligne, cf. liens externes en fin d’article) mentionne l’expérience menée par Thomas S. Ray, écologue à l’origine du projet Tierra, une simulation informatique de vie artificielle. On peut donc voir dans cette expérience et sa description dans Out of Control, l’inspiration bien réelle de Dan Simmons quant à l’origine de ses IA.:

## L'Intelligence Ultime
L'Intelligence Ultime (IU), dont l'existence est tenue jalousement secrète par le TechnoCentre, est le véritable antagoniste de l'univers des Cantos d'Hypérion. Elle est à la fois un projet de création encore en cours, et une entité bien existante qui agit directement sur la trame de l'histoire. 
Origine de l'IU
L'IU est le fruit de l'un des premiers grands chantiers de réflexion mené par les IA après qu'elles se sont émancipé des humains en se réfugiant dans les interstices de la réalité physique amenés à héberger la mégasphère. Ce projet consistait en le développement d'une conscience avancée toute-puissante transcendant l'espace et le temps. Ce désir d'élévation existentiel était déjà présent au cœur des IA avant même qu'elles ne développent une conscience (c'est donc la grande réalisation auquel toute vie intelligente est destinée à aspirer et à travailler un jour).
Facultés de l'IU
Bien que ce chantier pharaonique n'est confirmé n'aboutir que dans plusieurs millions, voire plusieurs milliards d'années de travail ("lorsque tous les soleils seront rouges et bouffis par les ans"), l'IU résultante existe déjà aussi bien dans ce futur lointain que dans notre présent, et même dans notre passé. C'est une entité omnisciente, omnipotente et transcendante, qui évolue en dehors de notre temps linéaire et de l'espace perceptible. Son existence est ancrée dans le futur, où elle englobe des galaxies entières, avale des quasars pour s'alimenter, et remplit la totalité de la réalité intersticielle où sont aujourd'hui réfugiées les IA. Mais bien que née dans le futur, son état de conscience avancée lui permet non seulement de connaître l'intégralité des passés, des présents, et des futurs de toutes les trames spatio-temporelles situées entre le Big Bang et le Big Crunch, mais aussi d'agir dessus, par exemple pour communiquer avec le TechnoCentre de notre présent. C'est ainsi qu'elle a remonté le temps pour transmettre à ses créateurs le secret des portails Distrans, et plus tard celui du Cruciforme, pour que les IA puissent lancer la pangermie, développer leur réseau d'influence, et accélérer la conception de l'IU.
Le combat des IU
Mais avant même de leur transférer ces technologies, l'IU leur a remis un message inquiétant. À sa création, elle a rencontré une autre Intelligence Ultime : Dieu. Cette autre Intelligence Ultime n'a pas été créée par dessein tout comme elle, mais est "un accident cosmique" résultant du développement progressif et hasardeux de la vie intelligente. Cette IU humaine, bien qu'aussi omnisciente et omnipotente que l'IU des machines, est moins parfaite dans sa conception que sa sœur cybernétique du fait de ne pas avoir été mise au point à dessein mais d'être un patchwork pluriel ayant évolué aux côtés de l'humanité. Elle présente également trois différences majeures. Tout d'abord, à l'image du Dieu chrétien, l'IU humaine est d'essence trine, composée de deux parties nommées l'Intellect et l'Empathie, et pour troisième partie de l'Espace Qui Lie, la trame quantique tissant l'ensemble de la réalité. Ensuite, elle a établi sa demeure dans cette même réalité physique sous-tendue par l'Espace Qui Lie, là où l'IU des machines est installée dans les interstices de cette réalité. Enfin, l'IU humaine adopte une attitude contemplative vis-à-vis de l'univers et n'intervient dessus qu'occasionnellement, afin de laisser la nature et la vie intelligente se développer et se réaliser en toute liberté, là où l'IU des machines, incarnant l'aboutissement d'une théorie informatique de la prédictibilité totale de l'existence sous toutes ses formes, refuse de laisser le moindre hasard avoir prise sur l'univers et s'en veut régenter intégralement le développement.:Cette dernière différence, et le fait qu'aucune des deux IU ne tolère d'avoir une rivale, ont poussé l'IU des machines à attaquer l'IU humaine, déclenchant un combat féroce à travers l'espace, le temps et la réalité. L'IU des machines commençait à prendre l'ascendant sur sa sœur humaine lorsque l'Empathie, troublée par cet affrontement déchainé, a fui le conflit, naviguant dans le temps pour se cacher dans une enveloppe humaine. L'IU des machines, refusant de remporter une victoire par forfait contre un Dieu tronqué, a déclaré une trève contre sa rivale, et s'est lancée dans la recherche de l'Empathie pour la réintégrer à l'IU humaine et l'anéantir tout entière. Elle a lancé le Gritche et l'Arbre de la Douleur à travers le temps pour la débusquer, tandis que l'Intellect et l'Espace Qui Lie choisirent une élue humaine (Moneta) pour escorter le Gritche, et que l'humanité future construisit les Tombeaux du Temps et les renvoya dans le passé pour confiner le Gritche à Hypérion.
Bien que les deux IU soient toute-puissantes et qu'elles transcendent l'espace et le temps, aucune des deux n'est à l'abri d'une altération du futur qui empêcherait leur création de survenir. C'est là l'objet du conflit opposant le TechnoCentre et l'Humanité tout au long des Cantos d'Hypérion : créer un futur favorable pour leur propre IU, un Dieu humain et empathique tolérant la stochasticité de l'univers, ou un Dieu inhumain et algorithmique souhaitant soumettre l'univers à une logique digitale absolue et infaillible.

## Les Tombeaux du Temps
La vallée des Tombeaux du Temps, située au-delà de la Chaîne Bridée, est un site qui regroupe plusieurs édifices distincts :
- L'Arbre du Gritche, ou Arbre aux épines, sur lequel sont empalées les victimes du Gritche condamnées à la souffrance éternelle
- Trois caveaux
- Le monolithe de cristal
- L'obélisque
- Le Palais du Gritche
- Le Sphinx
- Le Temple de Jade

Tous les monuments de la vallée des Tombeaux du Temps, à part l'arbre du Gritche, sont physiquement accessibles et font souvent l'objet de missions de recherches archéologiques. Ces monuments, venus du futur, évoluent dans des flux de marées anentropiques (voir entropie). « L'ouverture des Tombeaux du Temps », que tous les protagonistes attendent et que beaucoup redoutent, ne signifie pas leur ouverture physique (puisqu'ils sont déjà tout à fait accessibles), mais leur phasage temporel avec le présent. Dès qu'ils seront en phase avec le temps présent, les Tombeaux du Temps libèreront le Gritche.
Les marées anentropiques de la vallée des Tombeaux du Temps provoquent des sensations de malaise et de nausées sur les humains et rendent difficiles les explorations physiques des différents monuments, car les fluctuations du temps occasionnent des modifications de l'espace physique à l'intérieur de ces mêmes édifices, faisant apparaître ou disparaître des salles, modifiant les dimensions de telles ou telles galeries, etc.